# Marit Bergman

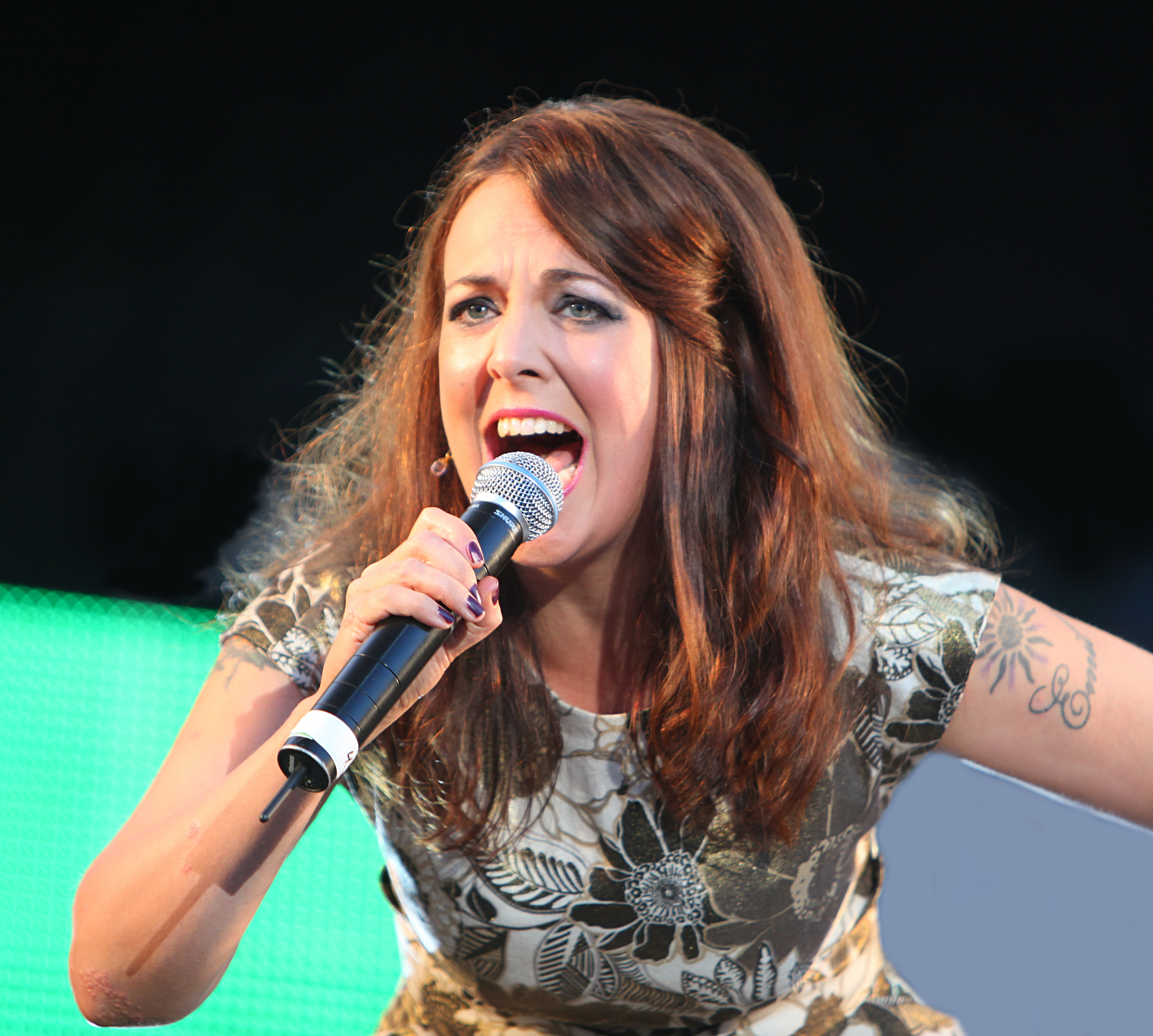
Marit Bergman på Stockholm Pride 2009.

Liv-Marit Bergman, kallas Marit Bergman, född 21 maj 1975 i Rättvik i Kopparbergs län, är en svensk popsångare, gitarrist, pianist och låtskrivare.

## Biografi
Marit Bergman är uppvuxen i Rättvik och flyttade senare till Stockholm. Hon bodde i New York 2009–2012 men bor (2016) i Stockholm, i Bredäng.
Bergman har gått i Rättviks skola och S:t Mikaelsskolans gymnasium i Mora, Carlforsska gymnasiet i Västerås, samt studerat vid Stockholms universitet.

### Karriär
Bergmans första album var med bandet Candysuck 1995. Senare var hon med i bandet Chihuahua, där hon spelade gitarr och körade. Hon sjöng även på My Orchards debutalbum Grebo 1999. År 2001 spelade hon på Hultsfredsfestivalens demoscen, och 2002 solodebuterade hon med albumet 3.00 A.M. Serenades på det egna skivbolaget Sugartoy Recordings. Skivan rosades av skivrecensenter och resulterade bland annat i ett skivkontrakt med Sony BMG 2003. Skivbolaget släppte om debutskivan och kort därefter EP:n From Now On med fyra nya låtar, bland annat en duett med Moneybrother. Det andra albumet, Baby Dry Your Eye, släpptes i mars 2004. Albumet belönades med två Grammisar samma år, i kategorierna Årets kompositör samt Årets kvinnliga artist.
Den 20 juni 2005 var hon en av sommarvärdarna i Sveriges Radio P1. Hennes tredje album, I Think It’s A Rainbow, släpptes den 6 september 2006. Singeln "No Party" från albumet släpptes den 31 juli 2006. I januari 2007 blev hon utsedd till årets bäst klädda kvinna av tidningen Elle. I mars 2008 startade hon tillsammans med nätföretaget Mubito en prenumerationstjänst för musik på sin hemsida. Bergman gjorde även 2009 års Stockholm Pride-låt, "Casey, Hold On". Hon vann SVT:s realityserie Maestro, som gick ut på att deltagarna skulle lära sig att dirigera en orkester, som sändes sensommaren och hösten 2011. Sedan 2016 har hon varit programledare för musikprogrammet Backstage med Marit Bergman i Sveriges Radio P4. 
Tillsammans med föreningen Rockparty startade Bergman 2003 Popkollo, ett musikläger för tjejer i ålder 12–16 år. Hon har tidigare också varit skribent i tidningen Darling samt medverkat i antologin Fittstim, som utkom 1999, bland annat ihop med Linda Skugge.
År 2016 släppte hon sitt första album på svenska, Molnfabriken.
Bergman tävlade 2022 i På Spåret tillsammans med Karin Bojs. 
Bergman är en av deltagarna i Så mycket bättre sommaren 2023.

## Priser och utmärkelser
- 2003 – P3 Guld för Årets kvinnliga artist
- 2004 – Grammis som Årets kompositör och Årets kvinnliga artist
- 2005 – P3 Guld för Årets live "Guldmicken"
- 2005 – P3 Guld som Årets kvinnliga artist
- 2009 – Ulla Billquist-stipendiet

## Musiker
Musiker som Marit Bergman brukar arbeta med:
- Sara Almgren – gitarr
- Mattias Areskog – bas (spelar även i The Consequences)
- Linda Hörnqvist – trummor
- Åsa Jacobsson – keyboard (spelar även i The Consequences)
- Daniel Johansson – trumpet (spelar även i Friska Viljor)
- Niklas Korsell – trummor
- Ludvig Rylander – saxofon (spelar även i The Concretes)
- Daniel Värjö – gitarr (spelar även i The Concretes)
- Klabbe Hörngren – klaviatur (Klabbes bank)
- Andreas Kullberg – klaviatur
- Anna Dager – cello
- Hanna Ekström – Viola
- Hillevi Duus – bas
- Lina Langendorf  – saxofon,klarinett,tvärflöjt

## Diskografi

### Studioalbum
- 2002 – 3.00 A.M. Serenades (återutgiven 2003)
- 2004 – Baby Dry Your Eye
- 2006 – I Think It's a Rainbow
- 2009 – The Tear Collector
- 2016 – Molnfabriken
- 2023 – Här kommer vargen

### EP
- 2003 – From Now On
- 2003 – It Would Have Been Good
- 2004 – Can I Keep Him?

### Singlar
- 2002 – "Waste More Time"
- 2002 – "To Brazil"
- 2002 – "This is the Year"
- 2004 – "Adios Amigos"
- 2004 – "I Will Always Be Your Soldier"
- 2006 – "No Party"
- 2006 – "Eyes Were Blue"
- 2007 – "Mama, I Remember You Now"
- 2008 – "Out on the Piers"[11]
- 2015 – "Dra åt helvete"
- 2016 – "Ibland gråter jag bara för att tiden går"
- 2022 – "Idioterna"

### DVD
- 2005 – Live at Rival